# Revisión automática de código
La revisión automática de código es un proceso similar a la revisión de código de forma automática mediante herramientas. Estas herramientas comprueban el código fuente para garantizar que cumpla un conjunto de reglas predefinidas que garantizan buenas prácticas de programación. El uso de métodos analíticos para inspeccionar y revisar el código fuente para detectar errores es una práctica estándar de desarrollo de software. Con la automatización, las herramientas de software proporcionan ayuda con la revisión de código manual y el proceso de inspección. El programa de revisión normalmente muestra una lista de advertencias (violaciones de las normas de programación). Un programa de revisión también puede proporcionar un sistema automatizado o una forma asistida al programador para corregir los problemas encontrados.
Algunas herramientas de análisis estático se puede utilizar para ayudar en la revisión de código automatizado. No se pueden comparar favorablemente con revisiones manuales, sin embargo, se puede hacer más rápido y más eficientemente. Estas herramientas poseen un profundo conocimiento de las reglas subyacentes y la semántica necesarias para realizar este tipo de análisis, de esta forma no se requiere que el revisor de código humano que usa la herramienta tenga el mismo nivel de conocimientos que un auditor experto humano. Muchos entornos de desarrollo integrado también proporcionan la funcionalidad básica de revisión de código automatizado. Por ejemplo Eclipse (software) y Microsoft Visual Studio soportan plugins que realizan este tipo de tareas.
Además del análisis estático, existen también herramientas para analizar y visualizar estructuras de software y ayudar a los humanos a comprender mejor las mismas. Tales sistemas están orientados más al análisis, ya que no contienen típicamente un conjunto predefinido de reglas para verificar el software.